# Pseudochthonius ramalho
Espèce
Pseudochthonius ramalho est une espèce de pseudoscorpions de la famille des Chthoniidae.

## Distribution
Cette espèce est endémique de Bahia au Brésil. Elle se rencontre dans la Serra do Ramalho à Serra do Ramalho dans la grotte Gruna do Vandercir.

## Description
Le mâle holotype mesure 1,55 mm et la femelle paratype 1,45 mm.

## Étymologie
Son nom d'espèce lui a été donné en référence au lieu de sa découverte, Serra do Ramalho.

## Publication originale
- Assis, Schimonsky & Bichuette, 2021 : « The first troglobitic Pseudochthonius Balzan, 1892 (Pseudoscorpiones, Chthoniidae) from the karst area of Serra do Ramalho, Brazil: a threatened species. » Subterranean Biology, no 40, p. 109–128 (texte intégral).